# Titularbistum Prusias ad Hypium
Prusias ad Hypium (ital.: Prusiade) ist ein Titularbistum der römisch-katholischen Kirche. 
Es geht zurück auf ein untergegangenes Bistum der antiken Stadt Prusias ad Hypium in der römischen Provinz Bithynia et Pontus, Paphlagonia bzw. in der Spätantike Honorias, das der Kirchenprovinz Claudiopolis angehörte.
| Titularbischöfe von Prusias ad Hypium |                                 |                                                            |                   |                    |
| Nr.                                   | Name                            | Amt                                                        | von               | bis                |
| 1                                     | Paweł Rzewski                   | Weihbischof in Warschau (Russland)                         | 16. März 1863     | 23. Oktober 1892   |
| 2                                     | Francisco de Aquino Correa SDB  | Weihbischof in Cuiabá (Brasilien)                          | 2. April 1914     | 26. August 1921    |
| 3                                     | Uberto Maria Fiodo              | emeritierter Bischof von Castellammare di Stabia (Italien) | 23. Dezember 1923 | 3. November 1933   |
| 4                                     | Rodolfo Orler MCCJ              | Apostolischer Vikar von Bahr el-Ghazal (Sudan)             | 11. Dezember 1933 | 19. Juli 1946      |
| 5                                     | Paul-Pierre-Marie-Joseph Pinier | Weihbischof in Algier (Algerien)                           | 13. Dezember 1947 | 27. März 1954      |
| 6                                     | José Vicente Távora             | Weihbischof in São Sebastião do Rio de Janeiro (Brasilien) | 23. Juni 1954     | 20. November 1957  |
| 7                                     | Bernardino Piñera Carvallo      | Weihbischof in Talca (Chile)                               | 11. Februar 1958  | 10. Dezember 1960  |
| 8                                     | José Salazar López              | Koadjutorbischof von Zamora (Mexiko)                       | 22. Mai 1961      | 15. September 1967 |